# Welsh Cup 1877-78
Welsh Cup 1877-78 var den første udgave af Welsh Cup. 19 hold var tilmeldt turneringen, men heraf meldte tre af holdene afbud inden sin første kamp, så reelt deltog 16 hold i turneringen. Finalen blev afviklet den 30. marts 1878 på Acton Park i Wrexham, hvor Wrexham Town FC sikrede sig sin første triumf i Welsh Cup med en sejr på 1-0 over Druids FC.

## Resultater

### Første runde
På grund af det ulige antal deltagere, var Rhosllanerchrugog FC oversidder i denne runde og gik dermed videre til anden runde uden kamp.
| Dato         | Kamp                                           | Res.  |
| ------------ | ---------------------------------------------- | ----- |
| 13.10.       | Druids FC – Newtown AFC                        | 1–1   |
|              | Bangor FC – Caernarvon Athletic FC             | 1–0   |
|              | Oswestry Town FC – Chirk AAA FC                | 12–00 |
|              | Gwersyllt Foresters FC – Northwich Victoria FC | 0–0   |
|              | Corwen FC – Bala FC                            | 0–0   |
|              | Newtown White Star FC – Ruabon FC              | 1–0   |
|              | Wrexham Town FC – Civil Service FC             | 3–1   |
|              | Swansea RFC – Aberystwyth Town FC              | w.o.  |
|              | 23rd Royal Welsh Fusiliers – Llangollen FC     | w.o.  |
| Omkampe      |                                                |       |
|              | Druids FC – Newtown AFC                        | 4–0   |
|              | Gwersyllt Foresters FC – Northwich Victoria FC | [ 2 ] |
|              | Corwen FC – Bala FC                            | 0–0   |
| Anden omkamp |                                                |       |
|              | Corwen FC – Bala FC                            | 1–0   |

### Anden runde
| Dato   | Kamp                                   | Res. |
| ------ | -------------------------------------- | ---- |
|        | Bangor FC – Corwen FC                  | 7–0  |
|        | Druids FC – Rhosllanerchrugog FC       | 3–0  |
|        | Gwersyllt Foresters FC – Llangollen FC | 2–1  |
|        | Wrexham Town FC – Oswestry Town FC     | 1–1  |
|        | Aberystwyth FC – Newtown White Star FC | w.o. |
| Omkamp |                                        |      |
|        | Wrexham Town FC – Oswestry Town FC     | 2–0  |

### Kvartfinaler
På grund af det ulige antal hold var Bangor FC oversidder i denne runde og derfor videre til semifinalerne uden kamp.
| Dato         | Kamp                                     | Res. |
| ------------ | ---------------------------------------- | ---- |
|              | Wrexham Town FC – Gwersyllt Foresters FC | 8–0  |
|              | Druids FC – Newtown White Star FC        | 1–1  |
| Omkamp       |                                          |      |
|              | Druids FC – Newtown White Star FC        | 1–1  |
| Anden omkamp |                                          |      |
|              | Druids FC – Newtown White Star FC        | 3–0  |

### Semifinaler
På grund af det ulige antal hold var Wrexham Town FC oversidder i semifinalerne og gik dermed videre til finalen uden kamp.
| Dato   | Kamp                  | Res. | Spillested                 |
| ------ | --------------------- | ---- | -------------------------- |
|        | Bangor FC – Druids FC | 0–0  | Racecourse Ground, Wrexham |
| Omkamp |                       |      |                            |
|        | Bangor FC – Druids FC | 0–1  | Rhyl                       |

### Finale
Finalen blev afgjort af James Davies, som scorede kampens eneste mål i det 90. minut.
| Dato  | Kamp                        | Res. | Tilskuere | Spillested          |
| ----- | --------------------------- | ---- | --------- | ------------------- |
| 30.3. | Wrexham Town FC – Druids FC | 1–0  | 1.500     | Acton Park, Wrexham |